# Constantin Lucaci (1985)
Constantin Lucaci este un film românesc din 1985 regizat de Jean Petrovici. Rolurile principale au fost interpretate de actorii Constantin Lucaci.

## Distribuție
Distribuția filmului este alcătuită din:
- Constantin Lucaci